# Sioux Falls
Sioux Falls és una població dels Estats Units a l'estat de Dakota del Sud. Segons el cens del 2009 tenia 157.935 habitants.

## Demografia
Segons el cens del 2000, Sioux Falls tenia 123.975 habitants, 49.731 habitatges, i 30.783 famílies. La densitat de població era de 849,9 habitants per km².
Per edats la població es repartia de la següent manera: un 25,2% tenia menys de 18 anys, un 11,8% entre 18 i 24, un 32,4% entre 25 i 44, un 19,6% de 45 a 60 i un 11,1% 65 anys o més.
L'edat mediana era de 33 anys. Per cada 100 dones de 18 o més anys hi havia 94,4 homes.
La renda mediana per habitatge era de 41.221 $ i la renda mediana per família de 51.516 $. Els homes tenien una renda mediana de 32.216 $ mentre que les dones 24.861 $. La renda per capita de la població era de 21.374 $. Entorn del 5,6% de les famílies i el 8,4% de la població estaven per davall del llindar de pobresa.

## Poblacions més properes
El següent diagrama mostra les poblacions més properes.